# Dombes

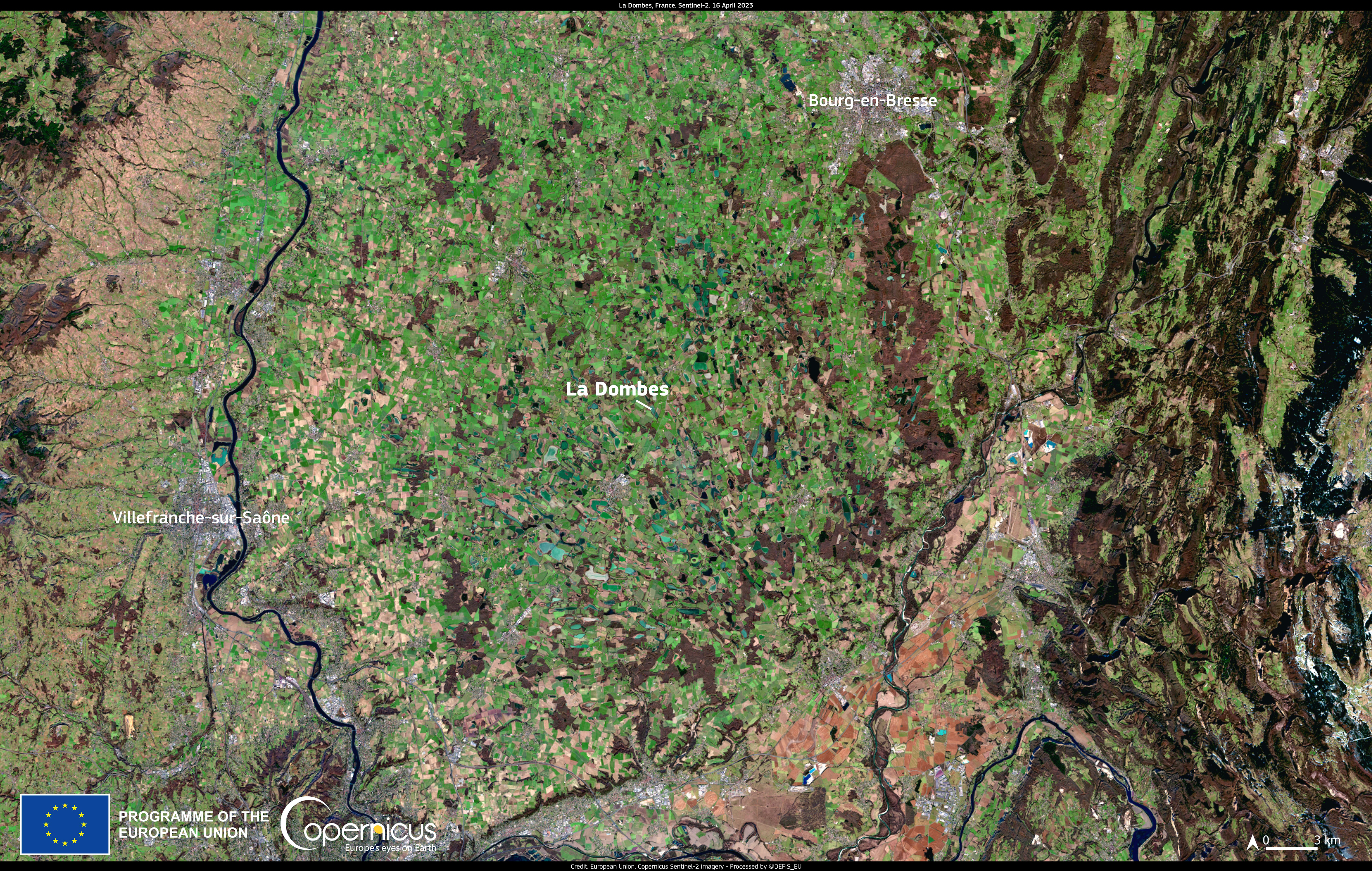
Satellietbeeld

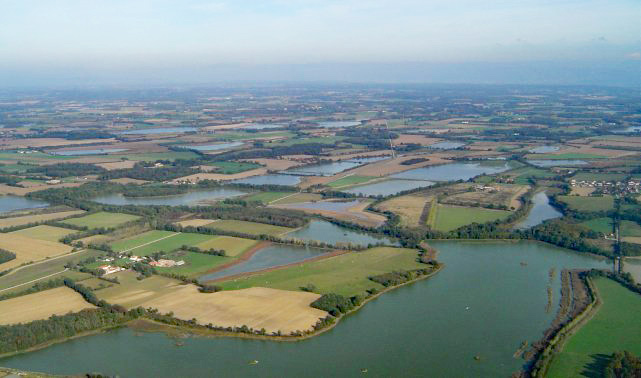
Zicht op de talrijke vijvers

Dombes (in het Frans aangeduid als la Dombes, soms ook in de meervoudsvorm les Dombes, Latijn: Dumbae) is een historische streek en tevens natuurgebied in Frankrijk, dat zich ten noordoosten van de stad Lyon uitstrekt. Het gebied ligt op een plateau aan de westelijke oever van de Saône. Bestuurlijk ligt het in het departement van de Ain, in de regio Auvergne-Rhône-Alpes. 

## Vijvers
Dombes is vooral bekend, omdat er veel vijvers liggen, meer dan duizend, met een gezamenlijke oppervlakte van zo'n 11.000 hectare. Deze vijvers (die zelf ook 'Dombes' worden genoemd) zijn door de mens uitgegraven tussen de 11e en de 16e eeuw. Dit gebeurde aanvankelijk vooral door kloosters. Zo werden moerassen drooggelegd en konden de vijvers dienen voor de visteelt. Traditioneel wordt er karper en snoek gekweekt, die aanvankelijk bestemd waren voor het naburige Lyon. In de loop van de 19e eeuw en tijdens de eerste decennia van de 20e eeuw werden een groot aantal vijvers gedempt, onder andere voor de aanleg van de spoorlijn Lyon - Bourg-en-Bresse.   
Om de vier of vijf jaar laat men de vijvers, waarvan de bodem lichtjes helt, leeglopen om op de drooggelegde bodem haver en mais te laten groeien. De daarbij gevangen vis wordt veelal uitgevoerd naar Duitsland en Oost-Europa.   
In het gebied verblijven veel watervogels en het is een beschermde habitat. In Villars-les-Dombes ligt het Parc des Oiseaux. Dit 35 hectare groot natuurgebied werd opgericht in 1970. De aanwezigheid van groene kikkers maakten kikkerbillen tot een lokale specialiteit, maar door de sterke daling van de populatie is het er thans verboden om kikkers te jagen.  

## Geschiedenis
In de 11e eeuw hoorde de streek bij het koninkrijk Arles, maar kwam onder het gezag van plaatselijke heren. 
In de 14e eeuw wist het huis van Beaujeu het gebied om te vormen tot een vorstendom binnen het Heilige Roomse Rijk, met Trévoux als hoofdstad. Het kwam in 1402 door aankoop in handen van hertog Lodewijk II van Bourbon, een telg van het Franse koningshuis. Diens nakomelingen bleven over het vorstendom, dat als onderdeel van het Heilige Roomse Rijk niet tot Frankrijk behoorde, regeren tot de Franse koning Frans I het in 1523 annexeerde. Frans I richtte wel een apart hooggerechtshof voor het gebied op: het parlement van Dombes, dat in het naburige Lyon was gevestigd. Zijn kleinzoon Frans II schonk Dombes in 1560 opnieuw aan een lid van het huis Bourbon, de hertog van Montpensier. 
Dombes was nu een soeverein vorstendom, onafhankelijk van Frankrijk, al behoorde het toe aan Franse prinsen, die er bijna nooit kwamen. De fiscale vrijstellingen die het gevolg waren van die onafhankelijkheid, gekoppeld aan de nabijheid van de grote stad Lyon, zorgden voor veel industrie en welvaart.   
De tak Bourbon-Montpensier behield het vorstendom tot de dood van de laatste telg, de Grande Mademoiselle, in 1693. De Franse koning Lodewijk XIV gaf daarop de soevereiniteit over Dombes aan zijn favoriete bastaardzoon, de hertog van Maine. Deze liet het parlement van Dombes overbrengen naar Trévoux. Een zoon van hem, de laatste vorst van Dombes, stond het in 1762 door een ruil met andere gebieden aan de Franse kroon af. Toen verloor het vorstendom zijn autonomie: het parlement werd opgeheven en het werd bestuurd als deel van de generaliteit Bourgondië. Toch zou het pas in 1791 formeel bij Frankrijk worden ingelijfd, toen Dombes als juridische entiteit verdween en een deel werd van het toen opgerichte departement Ain.
Enkele namen van gemeenten in de streek doen nog aan het oude vorstendom denken: Ambérieux-en-Dombes en Villars-les-Dombes. Er is ook de Abdij Notre-Dame-des-Dombes, 40 km ten noorden van Lyon.